# Phragmotheca hydra
Phragmotheca hydra är en malvaväxtart som beskrevs av J.L. Fernández-alonso. Phragmotheca hydra ingår i släktet Phragmotheca och familjen malvaväxter. Inga underarter finns listade i Catalogue of Life.